# Campionati del mondo di duathlon long distance del 1999
I Campionati del mondo di duathlon long distance del 1999 (XVII edizione) si sono tenuti a Zofingen in Svizzera, in data 6 giugno 1999.
Tra gli uomini ha vinto lo svizzero Olivier Bernhard, mentre la gara femminile è andata alla neozelandese Debbie Nelson.

## Risultati

### Élite uomini
| Pos. | Atleta                 | Paese         | Corsa    | Bici     | Corsa    | Totale   |
| ---- | ---------------------- | ------------- | -------- | -------- | -------- | -------- |
|      | Olivier Bernhard       | Svizzera      | 04:17:00 | 04:03:06 | 01:58:15 | 06:32:05 |
|      | Daniel Keller          | Svizzera      | 06:01:00 | 04:01:30 | 02:07:00 | 06:40:49 |
|      | Felix Martinez         | Spagna        | 04:17:00 | 04:12:01 | 02:00:21 | 06:44:10 |
| 4    | Philippe Braems        | Belgio        | 07:18:00 | 04:03:06 | 01:58:15 | 06:48:59 |
| 5    | Stefan Riesen          | Svizzera      | 04:19:00 | 04:13:18 | 02:05:22 | 06:49:08 |
| 6    | Brian Barkhouse        | Canada        | 04:19:00 | 04:10:06 | 02:11:22 | 06:52:17 |
| 7    | Vincent Aldebert       | Francia       | 04:59:00 | 04:17:00 | 02:04:40 | 06:53:13 |
| 8    | Siegfried Ferstle      | Germania      | 05:32:00 | 04:16:23 | 02:05:12 | 06:53:35 |
| 9    | Juan Carlos Apilluelo  | Spagna        | 04:17:00 | 04:17:42 | 02:06:29 | 06:55:33 |
| 10   | Nils Goerke            | Germania      | 04:17:00 | 04:17:55 | 02:07:50 | 06:55:52 |
| 11   | Daniel Hechenblaickner | Austria       | 05:16:00 | 04:11:48 | 02:13:19 | 06:56:25 |
| 12   | Serge Riviere          | Francia       | 05:01:00 | 04:16:37 | 02:11:16 | 06:59:53 |
| 13   | Cord Busche            | Germania      | 05:06:00 | 04:23:03 | 02:04:31 | 07:00:08 |
| 14   | Christian Wenk         | Svizzera      | 14:37:00 | 04:07:44 | 02:23:17 | 07:02:20 |
| 15   | Andy Peace             | Regno Unito   | 06:35:00 | 04:26:49 | 02:02:37 | 07:03:34 |
| 16   | Christophe Bastie      | Francia       | 05:05:00 | 04:17:05 | 02:15:05 | 07:03:34 |
| 17   | Beat Brechbuhl         | Svizzera      | 06:03:00 | 04:15:33 | 02:15:06 | 07:04:50 |
| 18   | Peter Kropko           | Ungheria      | 05:00:00 | 04:23:11 | 02:08:02 | 07:05:21 |
| 19   | Marc Pschebizin        | Germania      | 04:19:00 | 04:12:00 | 02:29:17 | 07:11:44 |
| 20   | Konrad von Allmen      | Svizzera      | 06:28:00 | 04:25:50 | 02:12:45 | 07:12:47 |
| 21   | Tony Olsen             | Nuova Zelanda | 06:04:00 | 04:22:58 | 02:16:16 | 07:12:59 |
| 22   | Janne Mגיi             | Finlandia     | 06:47:00 | 04:14:14 | 02:27:02 | 07:14:59 |
| 23   | Ireneusz Korfini       | Polonia       | 05:01:00 | 04:32:22 | 02:11:24 | 07:15:43 |
| 24   | Patrik Gustafson       | Svezia        | 05:40:00 | 04:30:35 | 02:12:58 | 07:16:36 |
| 25   | Stig Brahe Soerensen   | Danimarca     | 07:19:00 | 04:24:15 | 02:22:03 | 07:18:41 |

### Élite donne
| Pos. | Atleta           | Paese         | Corsa    | Bici     | Corsa    | Totale   |
| ---- | ---------------- | ------------- | -------- | -------- | -------- | -------- |
|      | Debbie Nelson    | Nuova Zelanda | 09:03:00 | 04:45:35 | 02:14:48 | 07:35:58 |
|      | Alena Peterkova  | Rep. Ceca     | 12:44:00 | 04:53:48 | 02:19:26 | 07:54:14 |
|      | Ariane Gutknecht | Svizzera      | 10:00:00 | 04:48:40 | 02:19:26 | 07:55:38 |
| 4    | Kerstin Mejdrech | Germania      | 10:47:00 | 04:46:22 | 02:38:35 | 08:02:49 |
| 5    | Fiona Lothian    | Regno Unito   | 09:07:00 | 04:49:24 | 02:40:52 | 08:06:44 |
| 6    | Hilde Wellens    | Belgio        | 10:07:00 | 05:02:23 | 02:30:40 | 08:12:05 |
| 7    | Hilde Sijmons    | Belgio        | 11:04:00 | 05:04:39 | 02:26:51 | 08:12:05 |
| 8    | Minna Pihala     | Finlandia     | 09:12:00 | 05:02:43 | 02:36:49 | 08:12:44 |
| 9    | Dorte Morell     | Danimarca     | 11:27:00 | 04:53:41 | 02:43:42 | 08:15:23 |
| 10   | Claire Lapouble  | Francia       | 11:38:00 | 05:08:20 | 02:32:05 | 08:20:00 |
| 11   | Marci Mauro      | Stati Uniti   | 13:03:00 | 04:50:27 | 02:59:24 | 08:31:09 |
| 12   | Agnes Eppers     | Bolivia       | 09:59:00 | 05:14:03 | 02:51:01 | 08:42:35 |
| 13   | Beatrice Egger   | Svizzera      | 10:17:00 | 05:09:51 | 03:01:51 | 08:51:05 |
| 14   | Kim Isherwood    | Hong Kong     | 13:26:00 | 05:21:31 | 02:59:34 | 09:03:25 |
| 15   | Cheryll Davids   | Sudafrica     | 17:17:00 | 06:07:58 | 02:44:51 | 09:41:26 |
| 16   | Sandy Aiken      | Sudafrica     | 15:51:00 | 06:04:37 | 03:05:31 | 09:52:57 |
| 17   | Sophie Danzin    | Francia       | 15:28:00 | 06:41:48 | 03:15:51 | 00:51:17 |